# Магион-5
Магион-5 — пятый и последний из серии микроспутников «Магион», предназначенных для исследования магнитосферы и ионосферы Земли. Создан в Институте физики атмосферы Чешской Академии наук. Управление полётом осуществлялось из обсерватории Панска Вес.
«Магион-5» был запущен совместно с российским спутником «Прогноз-12» («Интербол-2») как «субспутник», и отделялся от основного аппарата после выведения на орбиту. Запуск произведен 29 августа 1996 года ракетой-носителем Молния-М с космодрома Плесецк в рамках международного проекта Интербол. В том же пуске был выведен аргентинский микроспутник дистанционного зондирования Земли «Mu-Sat», летавший по отдельной собственной программе.
Из-за неисправности системы энергоснабжения связь с «Магионом-5» вскоре после отделения его от основного спутника была потеряна. Чешские специалисты разработали и провели операцию по восстановлению связи, позволившую возобновить работу аппарата и выполнение научной программы через 20 месяцев после отказа.

## Конструкция
Спутник массой 62 килограмма имел общую конструкцию с другими аппаратами серии «Магион». Его корпус имел форму ромбокубооктаэдра; внутри корпуса располагались две батареи аккумуляторов системы бортового энергоснабжения, аппаратура командной радиолинии, обеспечивающая и научная аппаратура. Для записи данных, которые отправлялись на Землю во время сеансов связи, спутники имели цифровое запоминающее устройство. Датчики, научные приборы и антенны устанавливались снаружи на корпусе и на выносных штангах. Источником электропитания аппарата были солнечные батареи производства НПО «Квант», размещённые неподвижно на корпусе и на восьми раскрывающихся панелях. Максимальная мощность, вырабатываемая батареями при ориентации оси аппарата на Солнце, составляла 36 Ватт. Стабилизация положения аппарата в пространстве осуществлялась вращением вокруг оси, направленной на Солнце. Для ориентации и маневрирования использовалась двигательная установка производства КБ «Южное», работающая на сжатом газе. Спутник был рассчитан на работу на орбите в течение двух лет.

## Научная программа
«Прогноз-12» и «Магион-5» были запущенны на эллиптическую орбиту с апогеем 20 000 км, перигеем 780 км и наклонением 63°, обеспечивающую их длительное нахождение над приполярной областью Земли. Спутники предназначились для работы в составе «аврорального зонда», изучавшего авроральные явления в ионосфере и полярные каспы — области магнитосферы, возникающие в приполярных областях при взаимодействии солнечного ветра с магнитным полем Земли, через которые частицы солнечного ветра проникают в ионосферу, нагревая её и вызывая полярные сияния. Совместное проведение измерений на аппаратах «Прогноз-12» и «Магион-5», следующих на контролируемом расстоянии друг от друга и проводящих измерения с различным разрешением, позволило определять пространственные и временные вариации изучаемых явлений. Для проведения исследований на спутнике «Магион-5» была установлена следующая аппаратура:
- Комплекс узкополосных измерений параметров волн КНЧ и ОНЧ KEM-3 (Чехия, Болгария)
- Спектроанализатор SAS (Польша)
- Анализатор формы волн КНЧ LF-ICARE (Франция)
- Многодиапазонный трёхкомпонентный магнитометр SG-R8 (Румыния)
- Трёхкомпонентный магнитометр DMA (ФРГ)
- Измеритель энергетических спектров электронов и ионов DOK-S (Словакия)
- Детектор потоков плазмы VDP-S (Чехия, Россия)
- Измерители энергетических спектров частиц солнечного ветра MPS, EPS (Чехия, Россия)
- Измеритель параметров холодной плазмы KM-14 (Чехия)
- Двухканальная видеокамера (видимый и ИК диапазоны) VIM для регистрации полярных сияний (Чехия).

В программу полёта входило также изучение влияния радиационных поясов Земли, которые спутник, в соответствии с выполняемыми научными задачами, должен был многокрактно пересекать, на работу солнечных батарей.
После восстановления работы в мае 1998 года и включения научной аппаратуры «Магион-5» работал в паре с «Прогонозом-12» по программе «Интербол», это был один из первых в истории экспериментов по исследованию околоземного пространства одновременно работающими парами космических аппаратов, использующих аналогичные наборы научного оборудования. После потери ориентации «Прогнозом-12», произошедшей осенью 1999 года, «Магион-5» продолжал использоваться для проведения исследований. К июню 2001 года со спутника были получены 41 ГБайт цифровых данных и более 1500 часов результатов аналоговых наблюдений. По результатам проекта «Интербол», частью которого был «Магион-5», опубликовано более 500 научных работ, посвященных физике магнитосферы и ионосферы Земли.

## Потеря спутника и восстановление работы
29 августа 1996 года, после вывода на орбиту и построения основным спутником «Прогноз-12» солнечной ориентации, была подана команда на отделение субспутника. Датчики основного аппарата не зафиксировали разделения, в то время как по данным с «Магиона-5» разделение произошло. В течение суток в нескольких сеансах связи были предприняты попытки прояснить ситуацию и активировать субспутник. В итоге полное разделение аппаратов подтвердилось, но отсутствовал заряд аккумуляторов «Магиона-5», хотя команда на раскрытие солнечных панелей прошла. Были переданы команды по отключению энергопотребляющих нагрузок и переключению заряда аккумуляторов на отдельные резервные панели, но следующие сеансы связи с «Магион-5» провести уже не удалось. По результатам моделирования был сделан вывод о полной разрядке аккумуляторов в ходе проводимых мероприятий и коротком замыкании в элементах солнечной панели, возникшем после установки субспутника на основной спутник, возможно, в результате механического повреждения.
Поскольку замыкание в солнечных панелях могло самоустраниться во время полёта, чешскими специалистами была разработана программа действий по повторной инициализации аппарата. С обсерватории Панска Вес сначала раз в 10 дней, а потом раз в месяц отправлялся пакет команд для проверки возможности связи со спутником. Для расчета орбиты спутника и целеуказания использовались данные NORAD. Спустя 20 месяцев после потери спутника, 6 мая 1998 года, его сигнал был обнаружен. После подтверждения того, что принимается сигнал именно от «Магиона-5», по заранее подготовленной процедуре были переданы команды на поэтапное включение телеметрии и проведены проверки состояния спутника. В результате выяснилось, что спутник не ориентирован на Солнце, но часть солнечных панелей на корпусе освещены и генерируют энергию, оставшийся включенным аккумулятор полностью заряжен, ёмкость аккумуляторов не потеряна, замыкание в солнечных панелях отсутствует. Научная аппаратура была полностью исправна и готова к работе, запас рабочего тела для двигателя с момента потери связи не изменился, спутник находился на одной орбите с «Прогнозом-12» и мог продолжить выполнение программы. 26 июня был произведён орбитальный манёвр с ориентацией спутника на Солнце, после чего стало возможно использовать энергию больших солнечных панелей и включить научную аппаратуру.
До конца июня 2001 года данные со спутника поступали в полном объёме. Позже часть аппаратуры использовать стало невозможно из-за окончания запасов газа для двигательной установки и потери ориентации, но ограниченное поступление информации со спутника продолжалось до 2002 года.
|  | Мы обнаружили, что c проблемами, кажущимися неразрешимыми, можно в конце концов справиться, имея немного удачи и терпения.Ярослав Войта, конструктор и ведущий инженер космического аппарата «Магион» |